# Infraphulia ilyodes
Infraphulia ilyodes är en fjärilsart som först beskrevs av Emilio Ureta 1955.  Infraphulia ilyodes ingår i släktet Infraphulia och familjen vitfjärilar. Inga underarter finns listade i Catalogue of Life.